# Crusaders (rugby)
O Crusaders é um time profissional de rugby da Nova Zelândia franqueado ao Super Rugby fundado em 1996 e administrado pela Canterbury Rugby Football Union jogando atualmente no AMI Stadium na cidade de Christchurch.